# Vejrhane
Vejrhanen er en speciel type vindfløj, hvor den flade metalplade er udformet som en hane. Princippet er ellers som de øvrige vindfløje, hvor en flad metalplade anbragt på toppen af et tag, hvor den er monteret, så den kan dreje frit omkring en lodret akse. Den evner på den måde at vise, hvilken vej vinden blæser.
Indenfor kirkearkitektur har man set den som et opstandelsessymbol, samt et symbol på kristen årvågenhed, der antagelig tillige har haft til opgave, at holde onde magter på afstand fra kirken. I den tyske folketro mente man, at vejrhaner afværgede lynnedslag.
I overført betydning også brugt som betegnelse for en person, hvis meninger ændrer sig, så de hele tiden passer med opfattelsen hos den, man taler med i øjeblikket.